# Aschiphasmatidae
Famille
Classification phylogénétique
- Arthropoda
  - Hexapoda
    - Insecta
      - Dicondylia
        - Pterygota
          - Neoptera
            - Phasmida
              - Euphasmida
                - Aschiphasmatinae + Dajaca group

Aschiphasmatidae est une famille d'insectes phasmoptères (phasmes) dont les représentants sont notamment caractérisés par des fémurs courts et dépourvus de dents.

## Liste des sous-familles
- Aschiphasmatinae
- Korinninae